# Schwabach
Schwabach (en fràncic oriental Schwouba) és una ciutat alemanya d'uns 40.000 habitants a prop de Nuremberg, al centre de la regió de Francònia, al nord de Baviera (Alemanya). La ciutat és una ciutat autònoma, independent d'un districte (kreisfreie Stadt). Schwabach és famosa per les seves artesanies fetes d'or i paper d'alumini, sobretot d'or. El 2004, Schwabach celebra aquesta tradició amb un festival d'aniversari de marca «500 anys de làmina d'or a Schwabach».
Cap a l'any 1500 un tipògraf local va desenvolupar el tipus de lletra Schwabacher. Aquesta font va ser utilitzada per imprimir la primera Bíblia traduïda a l'alemany, que havia estat elaborat per Martí Luter.
Schwabach és també la ciutat natal del compositor Adolf von Henselt, el botànic Johann Gottfried Zinn, el biòleg Ralf Baumeister i un dels desenvolupadors de MP3, Bernhard Grill. Va ser visitada sovint per Albert Dürer.